# Silly Symphonies
Silly Symphonies — серия анимационных короткометражных фильмов Walt Disney Productions, выходившая с 1929 по 1939 годы. В отличие от мультфильмов о Микки Маусе, в сериале не было постоянных героев за исключением персонажей мультфильма The Three Little Pigs и трёх его продолжений. В сериале дебютировали Дональд Дак (Маленькая мудрая курочка, 1934) и Плуто (впервые без Микки Мауса, Just Dogs, 1932), получившие затем собственные сериалы.
Мультфильм Flowers and Trees (1932) стал первым короткометражным анимационным фильмом, получившим «Оскар».

## Список мультфильмов
| №  | Название                                                     | Дата выхода      | Режиссёр                         | Примечание |
| -- | ------------------------------------------------------------ | ---------------- | -------------------------------- | --- |
| 1  | «Пляска скелетов» The Skeleton Dance                         | 22 августа 1929  | Уолт Дисней                      | Фрагменты из этой короткометражки использовались как в диснеевской, так и не диснеевской продукции. |
| 2  | «Ужасный тореадор» El Terrible Toreador                      | 26 сентября 1929 | Уолт Дисней                      | |
| 3  | «Весна» Springtime                                           | 24 октября 1929  | Аб Айверкс                       | Можно увидеть в «Сто одном далматинце». |
| 4  | «Адские колокола» Hell’s Bells                               | 30 октября 1929  | Аб Айверкс                       | |
| 5  | «Весёлые гномы» The Merry Dwarfs                             | 16 декабря 1929  | Уолт Дисней                      | |
| 6  | «Лето» Summer                                                | 6 января 1930    | Аб Айверкс                       | |
| 7  | «Осень» Autumn                                               | 13 февраля 1930  | Аб Айверкс                       | |
| 8  | «Проделки каннибалов» Cannibal Capers                        | 13 марта 1930    | Бёрт Джиллетт                    | |
| 9  | «Резвящаяся рыба» Frolicking Fish                            | 8 мая 1930       | Бёрт Джиллетт                    | |
| 10 | «Арктические проделки» Arctic Antics                         | 5 июня 1930      | Аб Айверкс                       | |
| 11 | «Полночь в магазине игрушек» Midnight in a Toy Shop          | 3 июля 1930      | Уилфред Джексон                  | |
| 12 | «Ночь» Night                                                 | 31 июля 1930     | Уолт Дисней                      | |
| 13 | «Обезьяньи мелодии» Monkey Melodies                          | 10 августа 1930  | Бёрт Джиллетт                    | |
| 14 | «Зима» Winter                                                | 5 ноября 1930    | Бёрт Джиллетт                    | |
| 15 | «Весёлый пан» Playful Pan                                    | 28 декабря 1930  | Бёрт Джиллетт                    | |
| 16 | «Птичьи пёрышки» Birds of a Feather                          | 10 февраля 1931  | Бёрт Джиллетт                    | |
| 17 | «Мелодии матушки-гусыни» Mother Goose Melodies               | 17 апреля 1931   | Бёрт Джиллетт                    | |
| 18 | «Китайская тарелка» The China Plate                          | 25 мая 1931      | Уилфред Джексон                  | |
| 19 | «Деловые бобры» The Busy Beavers                             | 22 июня 1931     | Бёрт Джиллетт                    | |
| 20 | «Кота нет дома» The Cat’s Out                                | 28 июля 1931     | Уилфред Джексон                  | |
| 21 | «Египетские мелодии» Egyptian Melodies                       | 21 августа 1931  | Уилфред Джексон                  | |
| 22 | «Магазин часов» The Clock Store                              | 30 сентября 1931 | Уилфред Джексон                  | |
| 23 | «Паук и муха» The Spider and the Fly                         | 16 октября 1931  | Уилфред Джексон                  | |
| 24 | «Охота на лис» The Fox Hunt                                  | 18 ноября 1931   | Уилфред Джексон                  | Переделан в 1938 году как мультфильм Дональда Дака и Гуфи. |
| 25 | «Гадкий утёнок» The Ugly Duckling                            | 16 декабря 1931  | Уилфред Джексон                  | На основе сказки Ханса Кристиана Андерсена. Другой мультфильм, основанный на этой истории, будет представлен в 1939 году.                                                                                  |
| 26 | «Птичий магазин» The Bird Store                              | 16 января 1932   | Уилфред Джексон                  | Последний мультфильм цикла, распространяемый Columbia Pictures. |
| 27 | «Медведи и пчёлы» The Bears and the Bees                     | 9 июля 1932      | Уилфред Джексон                  | Первый мультфильм цикла, распространяемый United Artists. |
| 28 | «Просто собаки» Just Dogs                                    | 30 июля 1932     | Бёрт Джиллетт                    | |
| 29 | «Цветы и деревья» Flowers and Trees                          | 30 июля 1932     | Бёрт Джиллетт                    | Первый мультфильм, снятый с помощью трехцветного Technicolor. Премия «Оскар» за лучший анимационный короткометражный фильм.                                                                                |
| 30 | «Король Нептун» King Neptune                                 | 10 сентября 1932 | Бёрт Джиллетт                    | |
| 31 | «Влюблённые букашки» Bugs in Love                            | 1 октября 1932   | Бёрт Джиллетт                    | Последний чёрно-белый мультфильм цикла. |
| 32 | «Детки в чаще» Babes in the Woods                            | 19 ноября 1932   | Бёрт Джиллетт                    | |
| 33 | «Мастерская Санта Клауса» Santa’s Workshop                   | 10 декабря 1932  | Уилфред Джексон                  | |
| 34 | «Птицы весной» Birds in the Spring                           | 11 марта 1933    | Дэвид Хэнд                       | |
| 35 | «Ковчег отца Ноя» Father Noah’s Ark                          | 8 апреля 1933    | Уилфред Джексон                  | |
| 36 | «Три поросёнка» Three Little Pigs                            | 27 мая 1933      | Бёрт Джиллетт                    | Премия «Оскар» за лучший анимационный короткометражный фильм. |
| 37 | «Старый король Коль» Old King Cole                           | 29 июля 1933     | Дэвид Хэнд                       | |
| 38 | «Колыбельная страна» Lullaby Land                            | 19 августа 1933  | Уилфред Джексон                  | |
| 39 | «Дудочник в пёстром костюме» The Pied Piper                  | 16 сентября 1933 | Уилфред Джексон                  | Адаптация истории о Гамельнском крысолове. |
| 40 | «Ночь перед Рождеством» The Night Before Christmas           | 9 декабря 1933   | Уилфред Джексон                  | |
| 41 | «Посудная лавка» The China Shop                              | 13 января 1934   | Уилфред Джексон                  | |
| 42 | «Кузнечик и муравьи» The Grasshopper and the Ants            | 10 февраля 1934  | Уилфред Джексон                  | На основе басни Эзопа. Пинто Колвиг (Гуфи) озвучил кузнечика. |
| 43 | «Весёлые зайчата» Funny Little Bunnies                       | 24 марта 1934    | Уилфред Джексон                  | |
| 44 | «Плохой, большой волк» The Big Bad Wolf                      | 14 апреля 1934   | Бёртон Джиллетт                  | |
| 45 | «Маленькая мудрая курочка» The Wise Little Hen               | 9 июня 1934      | Уилфред Джексон                  | Первое появление Дональда Дака. |
| 46 | «Летающий мышонок» The Flying Mouse                          | 14 июля 1934     | Дэвид Хэнд                       | |
| 47 | «Странные пингвины» Peculiar Penguins                        | 1 сентября 1934  | Уилфред Джексон                  | |
| 48 | «Богиня Весны» The Goddess of Spring                         | 3 ноября 1934    | Уилфред Джексон                  | |
| 49 | «Черепаха и Заяц» The Tortoise and the Hare                  | 5 января 1935    | Уилфред Джексон                  | Премия «Оскар» за лучший анимационный короткометражный фильм. |
| 50 | «Золотое прикосновение» The Golden Touch                     | 22 марта 1935    | Уолт Дисней                      | |
| 51 | «Котёнок воришка» The Robber Kitten                          | 13 апреля 1935   | Дэвид Хэнд                       | |
| 52 | «Дети воды» Water Babies                                     | 11 мая 1935      | Уилфред Джексон                  | |
| 53 | «Карнавал сладостей» The Cookie Carnival                     | 25 мая 1935      | Бен Шарпстин                     | |
| 54 | «Кто убил петуха Робина?» Who Killed Cock Robin?             | 26 июня 1935     | Дэвид Хэнд                       | |
| 55 | «Музыкальная страна» Music Land                              | 5 октября 1935   | Уилфред Джексон                  | |
| 56 | «Три котёнка беспризорника» Three Orphan Kittens             | 26 октября 1935  | Дэвид Хэнд                       | Премия «Оскар» за лучший анимационный короткометражный фильм. |
| 57 | «Петух на прогулке» Cock o' the Walk                         | 30 ноября 1935   | Бен Шарпстин                     | |
| 58 | «Сломанные игрушки» Broken Toys                              | 14 декабря 1935  | Бен Шарпстин                     | |
| 59 | «Слонёнок Элмер» Elmer Elephant                              | 28 марта 1936    | Уилфред Джексон                  | |
| 60 | «Три волчонка» Three Little Wolves                           | 18 апреля 1936   | Дэвид Хэнд                       | |
| 61 | «Возвращение черепахи Тоби» Toby Tortoise Returns            | 22 августа 1936  | Уилфред Джексон                  | Сиквел мультфильма «Черепаха и Заяц». |
| 62 | «Три слепых мышкетёра» Three Blind Mouseketeers              | 26 сентября 1936 | Дэвид Хэнд                       | |
| 63 | «Деревенский кузен» The Country Cousin                       | 31 октября 1936  | Дэвид Хэнд                       | Премия «Оскар» за лучший анимационный короткометражный фильм. |
| 64 | «Мамаша Плуто» Mother Pluto                                  | 14 ноября 1936   | Дэвид Хэнд                       | |
| 65 | «Больше котят» More Kittens                                  | 19 декабря 1936  | Дэвид Хэнд, Уилфред Джексон      | Сиквел мультфильма «Три котёнка беспризорника» (Three Orphan Kittens) |
| 66 | «Лесное кафе» Woodland Café                                  | 13 марта 1937    | Уилфред Джексон                  | |
| 67 | «Маленький Гайавата» Little Hiawatha                         | 15 мая 1937      | Дэвид Хэнд                       | Последний мультфильм, цикла распространяемый United Artists. |
| 68 | «Старая мельница» The Old Mill                               | 5 ноября 1937    | Уилфред Джексон                  | Первый диснеевский мультфильм с применением многоплановой камеры и первый мультфильм цикла, изданный RKO Radio Pictures. Премия «Оскар» за лучший анимационный короткометражный фильм.                     |
| 69 | «Мотылёк и пламя» Moth and the Flame                         | 1 апреля 1938    | Бёрт Джиллетт                    | |
| 70 | «Винкин, Блинкин и Нод» Wynken, Blynken, and Nod             | 27 мая 1938      | Грэм Хейд                        | |
| 71 | «Симфония скотного двора» Farmyard Symphony                  | 14 октября 1938  | Джек Каттинг                     | |
| 72 | «Русалочки» Merbabies                                        | 9 декабря 1938   | Рудольф Айзинг, Вернон Столлингс | |
| 73 | «Матушка Гусыня едет в Голливуд» Mother Goose Goes Hollywood | 23 декабря 1938  | Уилфред Джексон                  | |
| 74 | «Практичная свинья» The Practical Pig                        | 24 февраля 1939  | Дик Рикард                       | |
| 75 | «Гадкий утёнок» The Ugly Duckling                            | 7 апреля 1939    | Джек Каттинг                     | Другая мультипликационная версия классической истории, первая была создана в 1931 году; единственная история, использованная дважды в цикле. Премия «Оскар» за лучший анимационный короткометражный фильм. |